# Heteragrion tricellulare
Heteragrion tricellulare är en trollsländeart som beskrevs av Philip Powell Calvert 1901. Heteragrion tricellulare ingår i släktet Heteragrion och familjen Megapodagrionidae. IUCN kategoriserar arten globalt som livskraftig. Inga underarter finns listade i Catalogue of Life.